# Pridi Banomyong
Pridi Banomyong (tiếng Thái: ปรีดี พนมยงค์, RTGS: Pridi Phanomyong, phát âm: [prīː.dīː pʰā.nōm.jōŋ]; 11 tháng 5 năm 1900 – 2 tháng 5 năm 1983), còn được biết đến với tước hiệu Luang Praditmanutham (tiếng Thái: หลวงประดิษฐ์มนูธรรม), là một luật sư, giáo sư, nhà hoạt động, chính trị gia và nhà lãnh đạo cấp cao của Thái Lan.  Ông đảm nhiệm nhiều vị trí bộ trưởng, làm nhiếp chính và thủ tướng Thái Lan. Ông lãnh đạo cánh dân sự của Khana Ratsadon, đồng thời góp phần thành lập Đại học Khoa học Đạo đức và Chính trị và Ngân hàng Thái Lan. Ông là một trong những nhân vật vĩ đại nhất thế kỷ 20 theo bình chọn của UNESCO năm 2000.
Sinh ra trong một gia đình nông dân ở tỉnh Ayutthaya, Pridi nhận được nền giáo dục tốt và trở thành một trong những luật sư trẻ nhất của đất nước vào năm 1919, khi mới mười chín tuổi. Năm 1920, ông giành được học bổng hoàng gia do Vua Xiêm cấp để du học tại Pháp, nơi ông tốt nghiệp thạc sĩ tại Đại học Caen và nhận bằng tiến sĩ từ Đại học Paris vào năm 1927. Cùng năm đó, ông đồng sáng lập Khana Ratsadon cùng với những sinh viên được hoàng gia tài trợ đang du học tại nước ngoài có chung chí hướng. Sau khi trở về Thái Lan, lúc bấy giờ vẫn được gọi là Xiêm, ông làm việc với vai trò thẩm phán, thư ký tư pháp và giáo sư. Sau cuộc Cách mạng Xiêm 1932, ông đóng vai trò quan trọng trong việc soạn thảo hai bản hiến pháp đầu tiên của đất nước và đề xuất một kế hoạch kinh tế xã hội chủ nghĩa chịu ảnh hưởng từ các nguyên tắc và phương thức của chủ nghĩa cộng sản. Kế hoạch của ông không được đón nhận, và Pridi trải qua một thời gian ngắn bị lưu đày chính trị do hậu quả của cuộc đấu tranh quyền lực với các đồng chí cách mạng. Khi trở lại, ông đảm nhiệm nhiều vị trí bộ trưởng trong các chính phủ của Khana Ratsadon. Những đóng góp của ông bao gồm hiện đại hóa bộ luật pháp Thái Lan, đặt nền móng cho hệ thống chính quyền địa phương của Thái Lan, đàm phán hủy bỏ các hiệp ước bất bình đẳng với phương Tây và cải cách thuế.
Pridi bất đồng với Plaek Phibunsongkhram sau khi người này bắt đầu thể hiện xu hướng cai trị độc tài vào những năm 1930, đánh dấu sự khởi đầu của cuộc cạnh tranh kéo dài giữa hai lãnh đạo Khana Ratsadon. Pridi được bổ nhiệm làm Nhiếp chính từ năm 1941 đến 1945, một vị trí không có thực quyền vào thời điểm đó. Không lâu sau, ông trở thành lãnh đạo của Phong trào Thái Tự do trong nước trong Thế chiến II. Ông giữ chức thủ tướng trong thời gian ngắn vào năm 1946, nhưng các đối thủ chính trị cáo buộc ông là chủ mưu đằng sau cái chết bí ẩn của Vua Ananda Mahidol, và một cuộc đảo chính năm 1947 khiến ông mất quyền lực chính trị. Một nỗ lực tổ chức phản đảo chính vào năm 1949 thất bại, và Pridi sống phần còn lại của cuộc đời trong cảnh lưu vong. Ông qua đời tại Paris vào năm 1983, và tro cốt của ông được đưa về Thái Lan ba năm sau đó.
Pridi thường được mô tả là một người theo chủ nghĩa xã hội dân chủ. Việc gắn mác Pridi là cộng sản và chủ mưu trong cái chết của Vua Ananda từ lâu đã được coi là có động cơ chính trị, và các đối thủ của ông tiếp tục sử dụng cáo buộc này ngay cả sau khi ông qua đời. Tuy nhiên, Pridi đã thắng mọi vụ kiện phỉ báng ở Thái Lan đối với những người lan truyền quan điểm này. Ông trở thành biểu tượng của sự kháng cự chống lại các chế độ độc tài quân sự, chính trị tiến bộ và Đại học Thammasat. Kỷ niệm 100 năm ngày sinh của ông được UNESCO tổ chức vào năm 2000.

## Tổ tiên
Pridi viết rằng cụ cố tổ của mình, ông Heng, là người gốc làng Etang, Trừng Hải, tỉnh Quảng Đông, miền nam Trung Quốc. Ông Heng đến Xiêm trong thời vua Boromaracha V (Ekkathat) (trị vì 1758–1767), bỏ lại người vợ đang mang thai con trai họ, Seng. Heng sống ở Xiêm cùng với những người thân gốc Hoa của vua Taksin, người đã chiêu mộ một số người Hoa địa phương, bao gồm Heng, để chống lại xâm lược Miến Điện vào năm 1767. Heng qua đời khi phục vụ vị vua mang nửa dòng máu Hoa này. Vua Taksin đã bồi thường cho gia đình Heng sau khi họ gửi thư hỏi thăm về ông. Seng chọn sống cuộc đời mình ở Trung Quốc với nghề trồng lúa.
Tuy nhiên, con trai của Seng, Tan Nai Kok (陳盛于; Trần Thịnh Vu), di cư đến Xiêm vào năm 1814, trong thời vua Rama II. Nai Kok định cư ở Ayutthaya và kiếm sống bằng việc bán bánh ngọt Trung Hoa và Thái Lan; người ta nói rằng ông đã sáng tạo bằng cách kết hợp kỹ năng ẩm thực Trung Hoa và Thái Lan. Là một Phật tử sùng đạo, Nai Kok kết hôn với một phụ nữ Thái tên Pin. Chị gái của Pin, Boonma, sau này trở thành tổ tiên của Poonsuk, vợ của Pridi. Con trai của Nai Kok, Nai Koet, cưới Khum, con gái của một doanh nhân giàu có người Hoa. Khi Nai Koet qua đời, vợ ông yêu cầu hỏa táng thi hài và an táng tại đền thờ trên đồi Phanomyong, đây cũng là nguồn gốc của họ Thái của gia đình. Con trai của họ, Nai Siang, trở thành một thương nhân buôn lúa giàu có, cưới Lukchan; họ là cha mẹ của Pridi.

## Đầu đời và giáo dục
Pridi Phanomyong sinh ra tại Tha Wasukri, tỉnh Ayutthaya, là con thứ hai trong số năm người con. Ông có hai anh chị em cùng cha khác mẹ từ người vợ thứ của cha mình. Năm 1915, theo sắc lệnh hoàng gia của vua Vajiravudh, Pridi và gia đình bỏ danh xưng “Nai” khỏi tên của họ. Ông hoàn thành chương trình trung học tại trường Suankularb Wittayalai.
Sau khi tốt nghiệp Trường Luật của Bộ Tư pháp Xiêm với bằng Cử nhân Luật và trở thành luật sư vào năm 1919, ông nhận được học bổng chính phủ để học luật và kinh tế chính trị tại Viện Nghiên cứu Chính trị Paris. Trong thời gian học ở Pháp, ông bắt đầu tập hợp một nhóm khoảng năm mươi công chức có chung mong muốn chuyển đổi chế độ quân chủ tuyệt đối của Thái Lan thành một chế độ quân chủ lập hiến. Ông lấy bằng Tiến sĩ Luật và một văn bằng cao cấp về kinh tế, sau đó trở về Xiêm vào năm 1927 để làm việc cho Bộ Tư pháp. Ông nhanh chóng thăng tiến và được ban tước hiệu hoàng gia Luang Praditmanutham (หลวงประดิษฐ์มนูธรรม) vào năm 1928.

## Sự nghiệp chính trị

#### Cộng đồng Nhân dân Thái
Vào ngày 24 tháng 6 năm 1932, Khana Ratsadon (คณะราษฎร - Cộng đồng Nhân dân Thái), với Pridi là lãnh đạo của phe dân sự, đã thực hiện một cuộc đảo chính chớp nhoáng, đột ngột chấm dứt 150 năm chế độ quân chủ tuyệt đối của triều đại Chakri.
Năm 1933, Pridi công bố Kế hoạch Kinh tế Quốc gia, còn gọi là “Tài liệu bìa vàng”, một kế hoạch kinh tế cấp tiến kêu gọi quốc hữu hóa đất đai, tạo việc làm công cộng và an sinh xã hội. Kế hoạch này bị các nhà bảo hoàng và một số cựu thành viên của Khana Ratsadon phản đối, dẫn đến việc đóng cửa quốc hội và hệ thống tư pháp. Pridi bị cáo buộc là cộng sản và phải lưu vong. Tuy nhiên, cần lưu ý rằng nhiều ý tưởng ông đề xuất sau này đã được hiện thực hóa, chẳng hạn như ngân hàng quốc gia và Hội đồng Kinh tế Quốc gia, mặc dù những người bảo thủ chỉ đồng ý với Pridi trong việc thành lập xổ số quốc gia.

#### Chức vụ trong nội các của Khana Ratsadon
Pridi trở lại Thái Lan vào năm 1934 để thành lập Đại học Thammasat như một trường đại học mở, trước khi đảm nhận các vị trí Bộ trưởng Nội vụ trong cùng năm, Bộ trưởng Ngoại giao vào năm 1935 và Bộ trưởng Tài chính vào năm 1938.
Với tư cách là Bộ trưởng Ngoại giao từ năm 1936 đến 1937, Pridi đã ký các hiệp ước hủy bỏ quyền ngoại giao của 12 quốc gia. Nhờ các hiệp ước này, Thái Lan lần đầu tiên giành lại được độc lập về tư pháp và thuế kể từ khi các hiệp ước bất bình đẳng được ký kết dưới áp lực trong triều đại của Vua Rama IV.
Mặc dù từng là bạn của Thống chế Plaek Phibunsongkhram trong những ngày đầu của Cộng đồng Nhân dân, hai người đã bất hòa trong những năm sau đó. Pridi có tư tưởng chống Nhật và thiên tả, trong khi ông phản đối nhiều chính sách quân sự hóa của Phibun, vốn có xu hướng hòa giải với Nhật Bản. Sự đối kháng giữa hai người đã định hình cách Thái Lan đối mặt với Thế chiến II khi Nhật Bản tiến hành xâm lược ở châu Á.

#### Phong trào Thái Tự do
Vào ngày 8 tháng 12 năm 1941, Nhật Bản phát động các cuộc tấn công vào Đông Nam Á và các lãnh thổ của Đồng minh trong khu vực, mở đầu cuộc Chiến tranh Thái Bình Dương. Các cuộc tấn công bao gồm đổ bộ bằng đường biển vào Thái Lan và xâm lược qua biên giới từ Đông Dương thuộc Pháp. Sau khi ban đầu kháng cự, chính phủ Thái Lan miễn cưỡng đồng ý để Nhật Bản đi qua lãnh thổ và sử dụng các căn cứ quân sự để tấn công các lãnh thổ khác của Đồng minh trong khu vực, dẫn đến Trận chiến Malaya.
Khi Thống chế Plaek Phibunsongkhram ban hành tuyên bố chiến tranh chống lại Anh và Hoa Kỳ vào tháng 1 năm 1942, Pridi, với vai trò Nhiếp chính cho vị vua trẻ đang du học ở Thụy Sĩ, đã từ chối ký vào tuyên bố này. Trong vai trò này, Pridi xây dựng mạng lưới kháng chiến chống Nhật ngầm, gọi là Phong trào Thái Tự do (“Seri Thai”), tại Thái Lan. Với mật danh “Ruth”, ông thiết lập liên lạc với Đồng minh và các tổ chức kháng chiến Thái Lan tại Anh và Hoa Kỳ. Khi chiến tranh tiếp diễn và vận may của Nhật Bản suy giảm, sự bất mãn của công chúng tăng cao, buộc Phibun phải từ chức thủ tướng vào năm 1944.
Khuang Aphaiwong, một luật sư tự do và thành viên của Seri Thai, được chọn làm thủ tướng nhờ “khả năng đánh lừa người Nhật” để che chở cho phong trào Seri Thai đang phát triển, đồng thời cải thiện bề ngoài mối quan hệ với lực lượng chiếm đóng Nhật Bản.
Khi Nhật Bản đầu hàng, kết thúc chiến tranh, chính phủ do Seri Thai chi phối ngay lập tức hành động để “khôi phục nguyên trạng trước chiến tranh”. Với tư cách là Nhiếp chính, Pridi tuyên bố “tuyên bố chiến tranh là bất hợp pháp và vô hiệu”, vì không được thực hiện đúng quy trình, và bác bỏ mọi thỏa thuận mà Phibun đã ký với Nhật Bản.
Khi Lord Louis Mountbatten, Tổng Tư lệnh Tối cao khu vực Đông Nam Á, đến thăm Bangkok vào cuối năm 1945, ông đã ghi nhận lời tri ân dành cho Pridi, nói rằng đó là một tình huống độc nhất khi “Tổng Tư lệnh Tối cao Đồng minh trao đổi các kế hoạch quân sự quan trọng với lãnh đạo một quốc gia về mặt kỹ thuật đang trong trạng thái chiến tranh với chúng ta”.

#### Những năm hậu chiến
Pridi từ chức Nhiếp chính khi Vua Ananda Mahidol trở về vào tháng 12 năm 1945. Ông được chính thức phong làm Nhà lãnh đạo cấp cao (Ratthaburut Awuso) và làm cố vấn cho các chính phủ dân sự sau chiến tranh của Thawi Bunyaket và Seni Pramoj.
Vào tháng 3 năm 1946, Khuang Aphaiwong, người được bầu làm thủ tướng vào tháng 1, từ chức. Pridi đảm nhận vị trí này để cố gắng ổn định tình hình chính trị đang mất kiểm soát. Trong những tháng đầu của chính phủ Pridi, phiên tòa xét xử tội ác chiến tranh của Phibun bị bác bỏ vì một kỹ thuật pháp lý. Nhận thấy Khuang ngày càng nghiêng về phía bảo thủ, Pridi quyết định tự mình tranh giành quyền lực chính trị. Sau khi các đồng minh chính trị của ông bỏ phiếu loại Khuang vào năm 1946, Pridi trở thành Thủ tướng thứ 8 của đất nước.
Khi Chiến tranh Lạnh diễn ra căng thẳng, Thái Lan trở thành tâm điểm chú ý của Hoa Kỳ. Pridi, người ủng hộ phong trào độc lập Việt Nam của Hồ Chí Minh và thành lập Liên minh Đông Nam Á chống đế quốc, đã mất sự ủng hộ chính trị từ Hoa Kỳ, dẫn đến sự hỗ trợ ngầm cho cuộc đảo chính chống lại ông.
Sáng ngày 9 tháng 6 năm 1946, vị vua trẻ Ananda Mahidol được phát hiện qua đời trên giường tại Dinh Baromphiman trong Đại Cung điện, với vết thương do đạn bắn vào đầu. Vào tháng 10 năm 1946, một ủy ban kết luận rằng cái chết của Nhà vua không thể là tai nạn, nhưng cả giả thuyết tự sát lẫn ám sát đều không được chứng minh thỏa đáng. Sulak Sivaraksa, một nhà bảo hoàng và bảo thủ nổi tiếng, viết rằng vai trò của Pridi trong sự kiện này là bảo vệ các thành viên hoàng gia liên quan và ngăn chặn việc bắt giữ một người đã phá hủy bằng chứng. Tuy nhiên, khi chính phủ của ông không thể giải quyết vụ án, các đối thủ chính trị nhanh chóng đổ lỗi cho ông, một số thậm chí còn cáo buộc ông là chủ mưu đứng sau vụ ám sát.
Sau cuộc tổng tuyển cử, Pridi từ chức thủ tướng, trở lại vai trò nhà lãnh đạo cấp cao và bắt đầu chuyến công du thế giới, ghé thăm Tưởng Giới Thạch và Tổng thống Hoa Kỳ Harry S. Truman.
Các đối thủ của Pridi gồm các phe bảo hoàng, bảo thủ và quân đội. Vào ngày 8 tháng 11 năm 1947, các lực lượng quân đội chiếm giữ nhiều cơ sở chính phủ ở Bangkok. Cuộc đảo chính, do Trung tướng Phin Choonhavan và Đại tá Kat Katsongkhram dẫn đầu, đã lật đổ chính phủ của Thamrong, một đồng minh chính trị của Pridi. Ông ẩn náu một tuần tại trụ sở của Đô đốc Sindhu Songkhramchai. Vào ngày 20 tháng 11, ông được các đặc vụ Anh và Mỹ đưa bí mật đến Singapore. Cuộc đảo chính năm 1947 đánh dấu sự trở lại quyền lực của Phibun và chấm dứt vai trò của Khana Ratsadon trong chính trị Thái Lan. (Vào thời điểm này, Phibun thường được xem là thuộc phe quân đội.)
Phibun bắt giữ Thượng nghị sĩ Chaleo Patoomros, thư ký của Vua Ananda, cùng hai cận thần của nhà vua với cáo buộc âm mưu giết vua. Những tin đồn lan truyền rằng Pridi có liên quan đến một âm mưu ám sát nhà vua và rằng ông có kế hoạch biến Thái Lan thành một nước cộng hòa. Sau một phiên tòa được xem là trò hề, trong đó toàn bộ đội ngũ bào chữa từ chức và hai thành viên của đội ngũ bào chữa tiếp theo bị bắt với cáo buộc phản quốc, các thẩm phán đã tuyên án tử hình ba cận thần hoàng gia liên quan đến Pridi.
Nhà viết tiểu sử William Stevenson cho biết Vua Bhumibol Adulyadej không tin rằng Pridi có liên quan đến cái chết của anh trai mình.

#### Lưu vong
Pridi bí mật trở về Thái Lan vào năm 1949 để tổ chức một cuộc đảo chính chống lại chế độ độc tài của Phibun. Khi cuộc đảo chính thất bại, Pridi rời sang Trung Quốc và không bao giờ trở lại Thái Lan. Năm 1970, ông đến Pháp và sống phần còn lại của cuộc đời tại đó. Pridi qua đời ngày 2 tháng 5 năm 1983, tại ngôi nhà ở ngoại ô Paris.

### Di sản
Pridi vẫn là một nhân vật gây tranh cãi trong lịch sử hiện đại Thái Lan. Là một trong những lãnh đạo của cuộc đảo chính dân chủ năm 1932, ông được nhìn nhận theo nhiều cách khác nhau. Tuyên ngôn đầu tiên của “cuộc cách mạng”, vốn chỉ trích gay gắt nhà vua và chính phủ, do chính Pridi soạn thảo. Tuy nhiên, Pridi đã đảm nhận vai trò Nhiếp chính khi Vua Rama VIII lên ngôi.
Trong thời kỳ cai trị của quân đội, Pridi bị mô tả là một người cộng sản vì một số cuốn sách và bài viết của ông thể hiện sự đồng cảm với các tư tưởng Marxist, xã hội chủ nghĩa và cộng sản.
Với mâu thuẫn rõ ràng giữa Pridi và Vua Rama VIII, cái chết bi thảm của vị vua trẻ bị quy kết cho Pridi. Ông bị cáo buộc là người đứng đầu một âm mưu ám sát vị vua trẻ được yêu mến. Điều này dẫn đến cuộc đảo chính quân sự năm 1947.
Trong những năm cuối đời, Seni Pramoj lan truyền ý kiến rằng ông đã cứu Thái Lan khỏi ách thống trị thuộc địa Anh sau chiến tranh, điều mà Pridi được cho là sẵn sàng chấp nhận. Nigel Brailey coi Phong trào Thái Tự do phần lớn là một trò giả tạo và đặt nghi vấn về vai trò của Pridi, lập luận rằng “có vẻ đáng nghi liệu Pridi có thực sự cam kết cá nhân với sự nghiệp của Đồng minh trước tháng 8 năm 1942 hay không, nếu có,” cho rằng “lập trường chống Nhật cuối cùng của ông chủ yếu xuất phát từ sự thù địch với Phibun.”
Pridi muốn lật đổ Phibun khỏi quyền lực, và chiến tranh mang lại cơ hội để làm điều đó. Tuy nhiên, Pridi đã nhận ra từ trước chiến tranh rằng việc Thái Lan liên minh với các cường quốc Phe Trục sẽ mang lại lợi thế cho Phibun, giúp ông ta củng cố chế độ độc tài. Ngay cả người Nhật cũng nhận ra sự thù địch của Pridi, đó là lý do ông bị buộc rời khỏi nội các vào tháng 12 năm 1941. Đây cũng là lý do khiến mọi người am hiểu phía Đồng minh, từ Seni Pramoj và Hoàng tử Suphasawat, một nhà tổ chức chính của phong trào ở Anh, đến cựu đại sứ Anh Josiah Crosby, đều dự đoán rằng Pridi sẽ trở thành lãnh đạo của một phong trào kháng chiến trong nước.
Sulak Sivaraksa, từng là một người bảo hoàng bảo thủ, đã trở thành một trong những người ủng hộ nhiệt thành nhất của Pridi. Là một nhà phê bình không ngừng nghỉ về hiện trạng Thái Lan, Sulak không chỉ ca ngợi những thành tựu của Phong trào Thái Tự do trong việc bảo vệ chủ quyền Thái Lan, mà còn chỉ trích Seni và Đảng Dân chủ của ông vì bị cáo buộc đồng lõa trong việc quân đội trở lại nắm quyền vào năm 1947.
Sulak dẫn đầu các nỗ lực để phục hồi danh dự cho Pridi và đạt được những kết quả đáng kể. Hiện nay, bốn con đường ở Bangkok được đặt theo tên Pridi: ba con đường mang tên Đường Pridi Banomyong và một con đường mang tên Đường Praditmanutham (tước hiệu hoàng gia của ông). Ngày sinh của ông, 11 tháng 5, được kỷ niệm là Ngày Pridi Banomyong. Năm 1997, chính phủ Thái Lan dành một công viên ở phía đông Bangkok để tưởng nhớ Phong trào Thái Tự do. Vào ngày 16 tháng 8 năm 2003, một thư viện-bảo tàng, được xây dựng mô phỏng ngôi nhà thời chiến của Pridi, đã được khánh thành tại công viên này.

## Danh hiệu và tặng thưởng

#### Học hàm
Giáo sư Đại học Thammasat

#### Cấp bậc công vụ Xiêm
Bộ trưởng Bộ Tư pháp Xiêm (tiếng Thái: อํามาตย์ตรี)

#### Tước hiệu quý tộc
Luang Praditmanutham (หลวงประดิษฐ์มนูธรรม): được phong năm 1928, từ bỏ năm 1941.

#### Huân chương Hoàng gia Thái Lan
Pridi nhận được các huân chương hoàng gia sau đây trong Hệ thống Danh hiệu của Thái Lan:
- 1933 -  Huân chương Bảo vệ Hiến pháp[2]
- 1937 -  Huân chương Vương miện, bậc Đại thụ kỵ sĩ (đặc cấp)[3]
- 1938 -  Huân chương Hoàng gia Vua Rama VIII[4]
- 1939 -  Huân chương Dushdi Mala vì Phục vụ Quốc gia [5]
- 1941 -  Huân chương Bạch tượng, bậc Đại thụ kỵ sĩ (đặc cấp)[6]
- 1942 -   Huân chương Phục vụ Nội địa (Đông Dương)
- 1945 -  Huân chương Chula Chom Klao, Hiệp sĩ Đại Thập tự (Hạng Nhất) [7]
- 1945 -  Hiệp sĩ Huân chương Cửu Bảo Cổ kính và May mắn[7]

#### Huân chương nước ngoài
- Huân chương Mặt trời mọc, Nhất đẳng (Nhật Bản)
- Bắc Đẩu Bội tinh, Nhất đẳng (Pháp)
- Huân chương Leopold, Nhất đẳng (Bỉ)
- Huân chương Santi Maurizio e Lazzaro, Nhất đẳng (Ý)
- Huân chương St Michael and St George, Nhất đẳng (Vương quốc Anh)
- Huân chương Tự do với Cành cọ vàng (Hoa Kỳ)
- Huân chương Vasa, Nhất đẳng (Thụy Điển)
- Huân chương Đại bàng Đức, Nhất đẳng (Đức), 1938[8]